# Богдановка Векь
Богдановка Векь (рум. Bogdanovca Veche) — село в Молдові в Чимішлійському районі. Входить до складу комуни, центром якої є місто Чимішлія.

## Населення
За даними перепису населення 2004 року, у селі Богдановка-Веке проживало 1353 особи (663 чоловіка, 690 жінок).
Етнічний склад села:
| Національність | Число мешканців | Відсотковий склад |
| -------------- | --------------- | ----------------- |
| українці       | 1215            | 89.8              |
| молдовани      | 86              | 6.36              |
| росіяни        | 28              | 2.07              |
| болгари        | 17              | 1.26              |
| гагаузи        | 5               | 0.37              |
| інші           | 2               | 0.15              |
| Всього         | 1353            | 100 %             |